# 韦国清
韋國清（1913年9月2日—1989年6月14日），原名韦邦宽，壯族，广西东兰人，中国人民解放军开國上將，中国共产党、中华人民共和国政治人物，原副国级领导人。韦国清参加百色起义，历任红七军连长，瑞金工农红军学校军事教员，中共红军大学总支书记，干部团特科营营长，教导师特科团团长，参加长征 。抗日战争时期，任八路军总部随营学校校长，抗大第一分校训练部部长、副校长兼教育长，八路军山东纵队陇海南进支队政治委员、八路军第5纵队第3支队政治委员，新四军第三师第九旅政治委员，旅长，新四军第四师副师长。第二次國共內戰时期，任山东野战军第二纵队司令员，华东野战军第二纵队司令员兼政治委员，苏北兵团司令员第三野战军第十兵团政委。中华人民共和国成立后，任驻越南民主共和国军事顾问团团长，公安军副司令员，广西省省长、广西壮族自治区政府主席、中共广西区委第一书记，中共中央中南局第二书记，广西壮族自治区革命委员会主任，广州军区第一政治委员，中共广东省委第一书记、广东省革命委员会主任，总政治部主任、中共中央军委副秘书长等职。

## 生平

### 第一次国共内战时期
生于广西东兰县太平乡弄英村一个贫苦农民家庭。1928年夏参加韦拔群领导下的农民自卫军，曾参加攻打东兰县城。1929年加入中国共产主义青年团，12月参加百色起义，被编入中国工农红军第七军。1930年在红七军第十九师五十六团（后在五十五团）任排长。1930年11月起，随部队转战于桂黔湘赣边界地区。1931年2月转入中国共产党。7月随部队进入中央苏区，任连长。1932年在瑞金工农红军学校学习工兵专业，后任连长、军事教员。1934年初，进入红军大学上级指挥科学习，毕业后，任中共红军大学总支书记。
1934年10月参加长征，任中央红军干部团第四营（特科，有炮兵、工兵、重机枪、迫击炮）营长，政委黄金山。1935年率部参加架设乌江浮桥、抢占金沙江皎平渡口、奔袭通安州等战斗。1935年6月，红一、四方面军在四川懋功会合后，任红军大学特科团代理团长，宋任穷任政委。9月12日在迭部县中央红军改编为陕甘支队，特科团和红一军团教导营合编为军委随营学校，韦国清任该校特科营营长，辖机枪连、工兵连。1935年11月参加直罗镇战役。1936年任教导师特科团团长。1937年1月任红军教导师特科团团长。

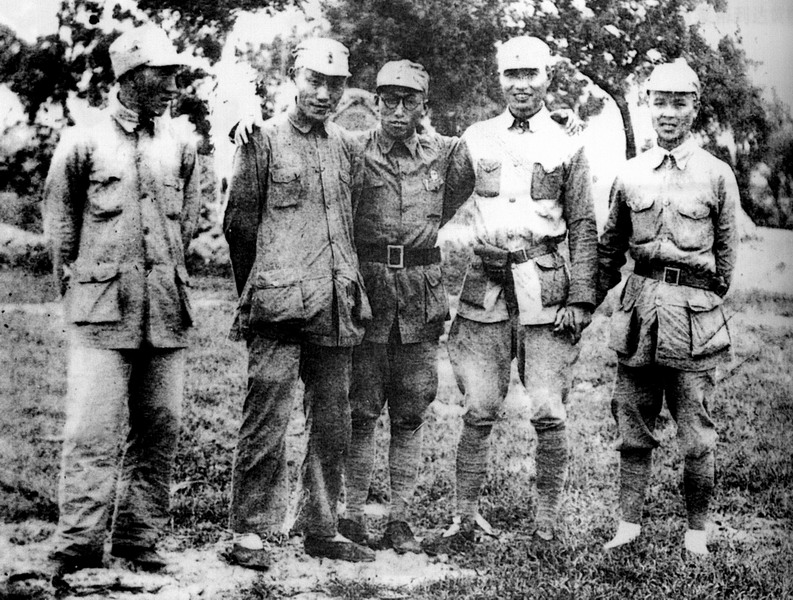
1940年8月25日，八路军第五纵队部分将领于皖东北合影。图从左依次为韩振纪、刘瑞龙、田守尧、张爱萍、韦国清

### 抗日战争时期
1937年7月抗日战争爆发后，任八路军总部随营学校校长。1938年5月任抗日军政大学第6大队大队长。12月与何长工、周纯全等率抗大师生一部东渡黄河，前往晋东南太行山区，参加组建抗大第一分校，先后任训练部部长、副校长兼教育长。1940年，韦国清担任八路军山东纵队陇海南进支队政治委员、八路军第5纵队第3支队政治委员，进入苏北开辟根据地。
皖南事变后，韦国清任新四军第三师第九旅政治委员。1941年11月，九旅归第四师建制，韦国清任旅长，率部由淮海区西返皖东北地区。1942年，韦国清兼淮北军区第一军分区司令员和中共淮北一地委书记、军区参谋长。1943年3月，在山子头战役中，率第9旅担负主攻任务。1944年9月，任新四军第四师副师长，参与指挥西进战役，恢复豫皖苏抗日根据地。1945年，韦国清协助师长张爱萍指挥部队攻克泗阳、睢宁、泗县、五河、永城、灵壁、萧县等县城。

### 第二次国共内战时期
國共內戰时期，先后任新四军第二纵队副司令员，山东野战军第二纵队副司令员。1946年在军事调处执行部徐州执行小组任中共方面代表，山东野战军第二纵队司令员兼政治委员，率部参加朝阳集战役，指挥部队担任主攻，全歼国军92旅。此后又参加泗县、宿北、鲁南等战役，尔后转入山东作战。
1947年1月，山东野战军二纵与华中野战军九纵合编为华东野战军第二纵队，韦国清任司令员兼政治委员，张震任副司令员。随后，参加白塔埠战役，围歼背叛中共的郝鹏举部。2月中旬，在临沂附近阻击北上国军，尔后又在泰蒙战役中阻援。5月，韦国清参加孟良崮战役，在沂水西南阻击国军第7军及整编83师。7月，参加南麻战役、临朐战役。8月后，转战胶东半岛。
1948年2月，韦国清率2纵南下，任苏北兵团司令员。3月，率部进攻益林，歼灭国军113旅；6月，为策应豫东战役，发动陇海路东段攻势。11月，参加淮海战役，任苏北兵团司令员，指挥二纵、十二纵队、中野十一纵队，从南路迂回超越黄百韬兵团，并指挥配属的第三纵队、鲁中南纵队阻击徐东兵团。1949年，韦国清任第三野战军第十兵团政委。参加渡江战役、上海战役，与叶飞率部进军福建，任福州市军管会主任，中共福州市委书记，福州市市长，中共福建省委组织部部长。

### 中华人民共和国时期
中华人民共和国成立之后，第一次印度支那战争期间，1950年任驻越南民主共和国军事顾问团团长、党委书记，参加指挥边境作战、奠边府战役。1954年，他当选第一届全国人大代表，9月，他出席第一届全国人大第一次会议讨论宪法草案，10月至1957年4月任国家民族事务委员会副主任。1955年2月当选广西省省长，7月任公安军第二副司令员，8月任中共广西省委第一副书记。9月被授予上将军衔，获二级八一勋章、一级独立自由勋章、一级解放勋章。1956年3月从越南回国，5月赴广西上任。
1958年3月，韦国清任广西壮族自治区政府主席，1958年重建广西大学，兼任首任校长。1959年10月任广西区党委第二书记，1961年7月任广西区党委第一书记，12月兼任广西军区第一政委。1962年12月被选为广西壮族自治区政协主席。1965年1月当选全国政协副主席。1966年8月任中共中央中南局第二书记。韦国清在主政广西的20年中，根据中共中央的路线、方针和政策，深入调查研究，结合广西的实际情况，加速广西的各项建设，使广西的工农业生产、水利建设和国防、文化教育等事业有了很大发展。1964年7月从经济发展与美国开始越南战争轰炸北越的军事斗争形势，建议中央把北部湾钦廉地区划给广西，1965年6月国务院批准这一区划调整。1968年3月22日中央批准建设防城港。

### 文化大革命时期
文革期间，尤其是初期，广西存在滥杀问题。1968年，造反派组织“广西四·二二革命行动指挥部”反对韦国清的领导，而“无产阶级革命派联合指挥部”支持他。韦国清向“四二二”发起攻击，由此产生大规模流血冲突。1968年7月，针对广西地区的攻击铁路、军队的情况，中共中央公布《七三布告》。广西反利用《七三布告》继续滥杀。参与处理广西文革遗留问题的晏乐斌回忆，韦国清与最高人民法院副院长何兰阶私下谈话时，说广西“文革”中死了15万人。至1980年代，广西地区除两个凡是外，多一个凡是，即“凡是韦国清同志批示的、指示的都要坚决照办”。
1966年11月任广州军区第一政治委员。1968年8月任广西自治区革命委员会主任。1969年4月任中共中央军委委员。1973年8月当选中共中央政治局委员。1975年1月当选全国人大副委员长，10月广东省委第一书记、省革委会主任。

### 改革开放时期
1977年8月任中央军委常委、总政治部主任。1979年2月任中央军委副秘书长。他在军内先后发起了“兴无灭资”运动、批判《苦恋》的风波，但都被当时以邓小平、胡耀邦为首的改革派化解。
韦国清也是中共八届候补中央委员、中央委员（1966年递补），九至十二届中央委员、十至十二届中央政治局委员；一届全国人大常委会委员，四至七届全国人大常委会副委员长；四、五届全国政协副主席；一至三届国防委员会委员。1988年7月被授予一级红星功勋荣誉章。1989年6月14日病逝于北京。

## 家庭
韦国清第一任夫人梁政相，广西人，1937年在抗大四期四大队当学员时结婚，时韦国清任抗大六大队大队长。1946年9月离婚。二人有一子一女。
韦国清第二任夫人许其倩，苏州人，1930年生 。苏州女子师范学生，中共地下党员。时韦国清任苏州市军管会主任，1950年春节在福州结婚。二人有二子一女。